# 스마트 안테나
스마트 안테나(smart antenna, 또는 어댑티브 배열 안테나, 다중 안테나 그리고 최근에는 MIMO로 알려짐)는 신호의 도착방향(direction of arrival, DOA)과 같은 공간적 신호 특징을 구분하기 위해 사용되는 지능적인 신호 처리 알고리즘을 가지고 있는 안테나 배열이다. 그리고, 빔포밍 벡터를 계산하거나 이동 단말 또는 목표물을 추적 또는 안테나 빔을 위치시키기 위해 이 알고리즘을 이용한다.
스마트 안테나 기술은 특히 음향 신호 처리, 레이다 추적과 검사, 전파 전문학 및 전파 망원경 그리고 W-CDMA나 UMTS 같은 대부분의 셀룰러 시스템에서 사용된다.
스마트 안테나는 크게 도착방향(DOA) 예측과 빔포밍의 두 가지 주된 기능을 가지고 있다.

## 도착방향 예측
스마트 안테나 시스템은 다중 신호 분류(Multiple Signal Classification:MUSIC), ESPRIT(Estimation of Signal Parameters via Rotational Invariance Techniques) 알고리즘, 메트릭스 펜슬(Matrix Pencil) 또는 이들의 유도식 중의 하나와 같은 기술을 이용해 신호의 도착방향을 예측(DOA estimation)한다. 이 기술들은 안테나/센서 배열의 공간 스펙트럼을 찾고 이 스펙트럼의 최고치로부터 DOA를 계산하는데 관여한다. 이러한 계산은 계산적으로 강력하다.
매트릭스 펜슬은 실시간 시스템의 경우와 상호연관된 신호하에서 매우 유용하다.

## 빔포밍
빔포밍(beamforming)은 원하는 이동 단말이나 목표물의 방향에서 신호의 위상을 구조적으로 더하고, 원하지 않거나 방해하는 목표물이나 이동단말의 패턴은 제거하면서 안테나의 방사 패턴을 만드는 기법이다. 이것은 delay line filter를 이용한 간단한 FIR를 사용해 수행된다. FIR filter의 가중치는 상황에 따라 변경될 수 있고, 이상적인 빔패턴과 실제 형성되는 빔패턴 사이에서 MMSE를 줄여준다는 점에서 최적의 빔포밍을 제공하는데 사용된다고 할 수 있다. 전형적인 알고리즘은 급강하법 그리고 LMS 알고리즘이다.

## 스마트 안테나의 종류
스마트 안테나는 크게 스위치 빔 스마트 안테나와 적응 배열 스마트 안테나로 나뉜다. 스위치 빔 시스템은 몇개의 사용가능한 고정 빔패턴을 가지고 있다. 임의 지점에서 시간 안에 어떤 빔을 사용해 접속할지에 관해서는 시스템 요구사항에 근거해 결정된다. 
적응 배열 안테나는 도착방향 예측 기법의 임의의 방향으로 빔을 향하게 할 수 있도록 한다.

## 스마트 안테나의 확장
스마트 안테나 시스템은 IEEE 802.11n 표준같은 MIMO 시스템의 특징을 정의하고 있다. 통상적으로 스마트 안테나는 무선통신 시스템의 일부이고 복수의 안테나로 공간 신호 처리를 수행한다. 복수의 안테나는 송신기 또는 수신기로 동작하게 된다. 최근의 기술은 송신과 수신에 모두 복수의 안테나를 사용하도록 확장되었으며, 이를 다중입력-다중출력(MIMO, Multiple-Input Multiple-Output) 시스템이라 부른다. 스마트 안테나의 최신 연구 경향이 무선 채널에서의 공간 신호 처리를 이용하여 빔포밍 효과를 제공하는 데에 초점을 맞추고 있다는 점에서, MIMO는 공간 정보 처리를 지원한다고 말할 수 있다. 공간 정보 처리는 빔포밍 뿐만아니라 공간 다중화와 다이버시티 코딩 같은 공간 정보 코딩을 포함한다.